# COTRAB
COTRAB, acronimo di Consorzio Trasporti Aziende Basilicata, è un consorzio italiano di aziende di trasporto pubblico della Basilicata concessionario del trasporto pubblico locale extraurbano nelle provincie di Matera e Potenza. Fino al 2015 ha gestito anche il TPL urbano di Potenza, venendo poi sostituito da Trotta Bus Services.

## Dati societari
COTRAB è un consorzio con capitale sociale pari a 479983 euro; quest'ultimo è suddiviso tra le varie aziende che compongono il consorzio:
- Autolinee Chiruzzi S.r.l. (2,518%)
- Autolinee Di Matteo (0,031%)
- Autolinee Eredi Petruzzi Vito (0,031%)
- Autolinee F.lli Vittorio e Italo Gambioli (1,735%)
- Autolinee F.lli Genovese S.n.c. (0,332%)
- Autolinee Liscio S.r.l. (16,63%)
- Autolinee Martinelli Rocco (0,031%)
- Autolinee Nolè S.r.l. (0,031%)
- Autolinee Palese Giuseppe (0,031%)
- Autolinee Smaldone S.r.l. (1,056%)
- Autoservizi Carrozzeria Centro Sud S.a.s. (1,323%)
- Autoservizi Moretti S.r.l. (8,189%)
- Autoservizi Ventre S.r.l. (0,031%)
- Camera Felice (0,377%)
- Cantisani Margherita Lucia S.n.c. (0,233%)
- CASAM Soc. Coop. a.r.l. (4,482%)
- De Angelis Bus S.r.l. (0,687%)
- Eredi Allegretti Marco S.n.c. (0,394%)
- Eredi Renna S.n.c. (0,163%)
- F.lli Lancellotti S.n.c. (1,170%)
- F.lli Renna S.r.l. (0,868%)
- Grassani S.r.l. (1,9%)
- Grassani & Garofalo S.r.l. (5,598%)
- Manieri Bus S.r.l. (0,031%)
- Manieri Giuseppe S.r.l. (0,17%)
- Moretti & Tenore S.r.l. (1,974%)
- Oliva Mario (0,24%)
- Rabite Vincenzo (0,683%)
- Repole Donato S.n.c. (0,326%)
- Rocco S.r.l. (1,368%)
- SAM S.r.l. (1,747%)
- Savitour S.n.c. (1,815%)
- SITA SUD S.r.l. (38,595%)
- SLA S.r.l. (3,273%)
- Tito Bus S.r.l. (1,872%)
- Trasporti 2000 Coop. Soc. ONLUS (0,031%)
- Val d'Agri Tour S.r.l. (0.031%)
- Vincenzo S.r.l. (0,031%)